# 미얀마 주재 외국공관 목록

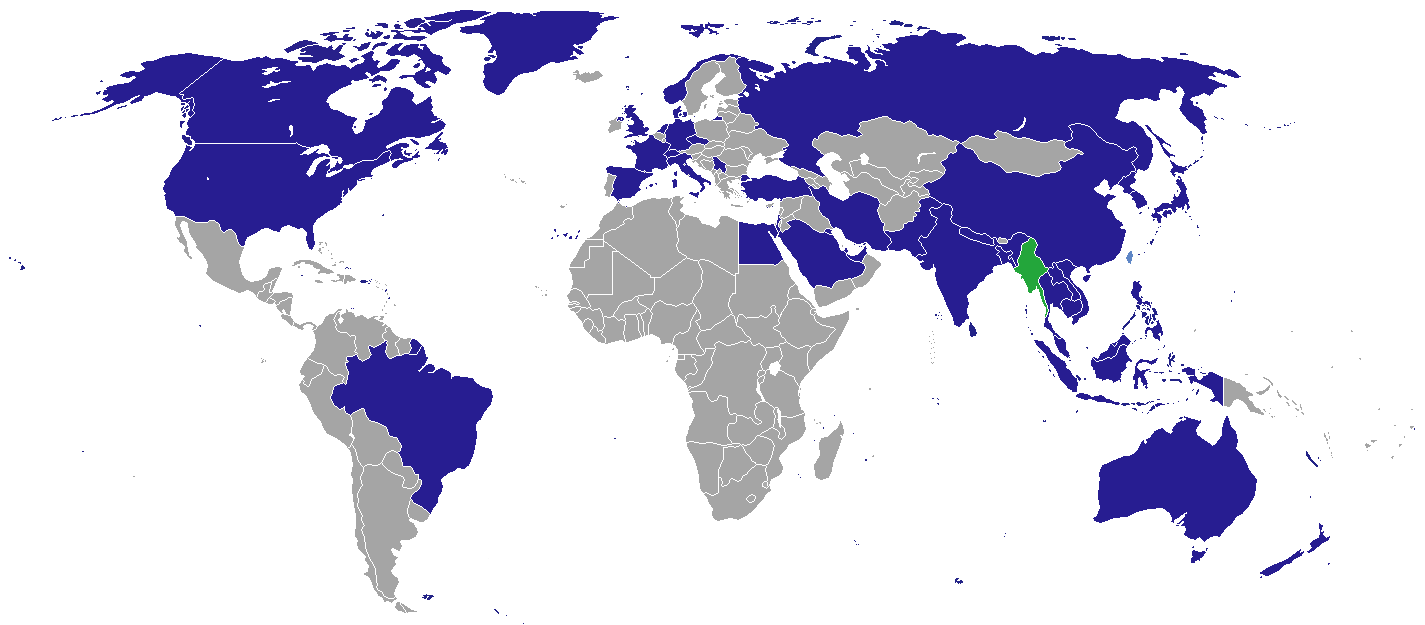
미얀마에 상주하고 있는 외국공관들.

미얀마 주재 외국공관 목록은 미얀마에 주재하는 외국공관(대사관 및 영사관)과 함께 미얀마와 외교 관계는 수립했으나, 미얀마에 공관을 설치하지 않은 국가에 대해 다룬다.
현재 양곤에 대사관을 설치한 국가는 39개국이다.

## 대사관
양곤
| - 오스트레일리아 - 방글라데시 - 브라질 - 브루나이 - 캐나다 - 캄보디아 - 중국 - 체코 - 덴마크 - 이집트 - 프랑스 - 독일 - 인도 - 인도네시아 - 이스라엘 - 이탈리아 - 일본 - 조선민주주의인민공화국 - 대한민국 - 쿠웨이트 | - 라오스 - 말레이시아 - 네덜란드 - 네팔 - 뉴질랜드 - 노르웨이 - 파키스탄 - 필리핀 - 카타르 - 러시아 - 사우디아라비아 - 세르비아 - 싱가포르 - 스리랑카 - 스위스 - 태국 - 튀르키예 - 영국 - 미국 - 베트남 |

### 대표 기관
- 중화민국 (타이베이 경제/문화 사무처)
- 유럽 연합 (대표부)
- 폴란드 (사무소)
- 스웨덴 (사무소)

## 영사관
만달레이
- 중국
- 인도

시트웨
- 방글라데시
- 인도

## 비상주공관
다음 국가들은 미얀마와 외교 관계는 수립하였으나, 미얀마에 대사관을 설치하지 않은 국가들이다. 옆에 병기한 지역에 설치된 공관에서 주 미얀마 대사관을 겸임한다. 다만, 지역을 명시하지 않은 해당 도시는 방콕을 의미한다.
| - 알바니아 (베이징 시) - 알제리 (하노이) - 아르헨티나 - 오스트리아 - 아제르바이잔 (쿠알라룸푸르) - 벨라루스 (하노이) - 벨기에 - 불가리아 (하노이) - 칠레 - 콜롬비아 (뉴델리) - 크로아티아 (쿠알라룸푸르) - 쿠바 (프놈펜) - 키프로스 (뉴델리) - 피지 (서울특별시) - 핀란드 - 감비아 (뉴델리) - 가나 (쿠알라룸푸르) - 그리스 | - 헝가리 - 이라크 - 이란 - 모리셔스 (뉴델리) - 멕시코 (싱가포르) - 몽골 (비엔티안) - 모로코 - 나이지리아 - 파나마 (싱가포르) - 폴란드 - 포르투갈 - 루마니아 - 슬로바키아 - 남아프리카 공화국 - 스페인 - 시리아 (뉴델리) - 탄자니아 (뉴델리) - 우크라이나 |

## 같이 보기
- 미얀마의 재외공관 목록